# Tarka (biologia)

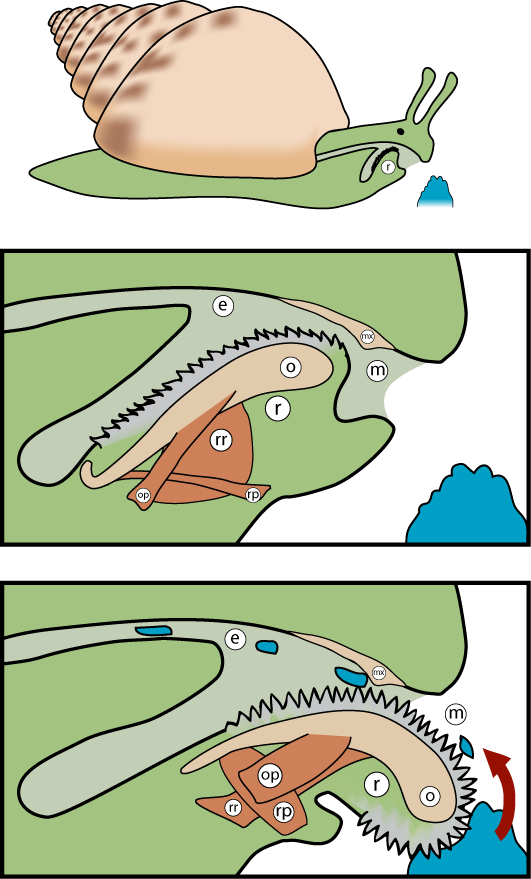

Tarka, radula – charakterystyczny chitynowy fałd na dnie gardzieli mięczaków pokryty poprzecznymi rzędami chitynowych zębów, poruszany skomplikowanym systemem mięśni. Służy do odrywania kawałków pokarmu, jego zeskrobywania i rozdrabniania. 

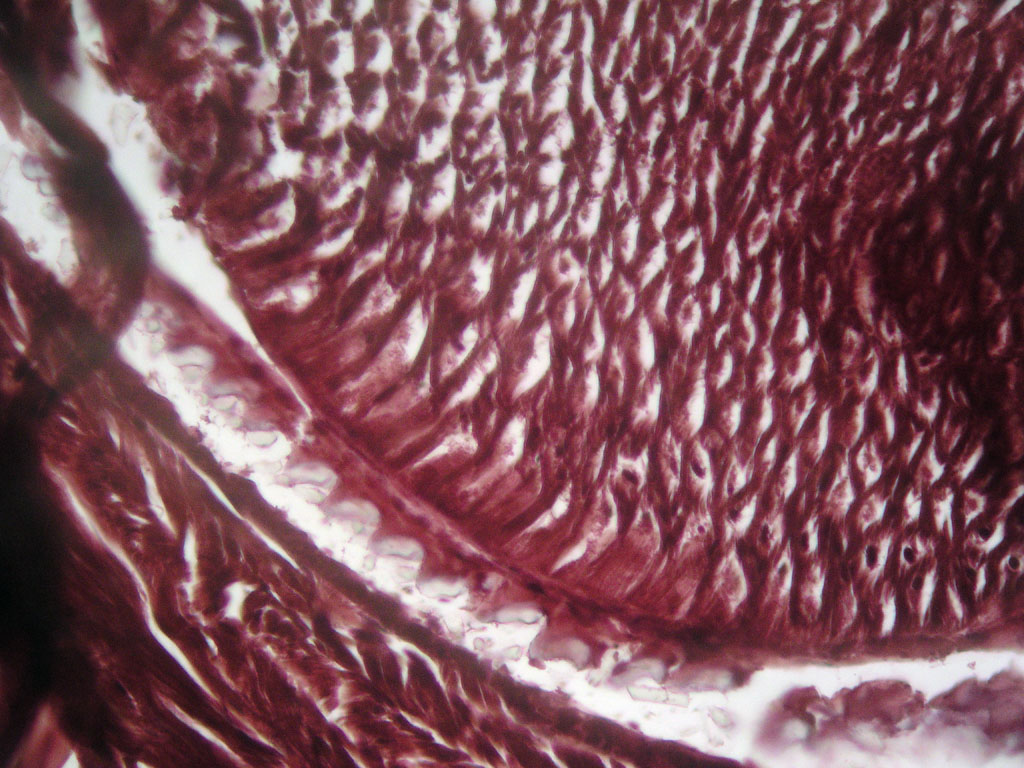
Tarka Deroceras laeve powiększona 400×

Chrzęstny szkielet tarki pokryty jest błoną. Wierzchołki osadzonych na niej zębów są skierowane do tyłu. Zęby są często nasycone związkami mineralnymi, np. magnetytem. Zużyte zęby wypadają i są zastępowane nowymi, narastającymi stale od tyłu.
Obecność tarki jest cechą synapomorficzną mięczaków, wtórnie zanikłą u małży i niektórych przedstawicieli innych gromad, u innych znacznie zmodyfikowaną. Kształt tarki oraz liczba zębów są zależne od preferencji pokarmowych poszczególnych gatunków i stanowią ich cechy taksonomiczne.